# Julia Navarro
Julia Navarro, španska novinarka in pisateljica, * 1953.

## Dela
- Bratovščina svetega prta (2004)

1. ↑  https://www.biografias.es/famosos/julia-navarro.html
2. ↑  Trove — 2009.